# ایساکو ساتو
ایساکو ساتو (۲۷ مارس ۱۹۰۱ – ۳ ژوئن ۱۹۷۵) سیاستمدار اهل ژاپن بود که در ۹ نوامبر ۱۹۶۴ به‌عنوان سی و نهمین نخست‌وزیر ژاپن برگزیده شد. وی دوباره در ۱۷ فوریه ۱۹۶۷ و ۱۴ ژانویه ۱۹۷۰ به‌عنوان نخست‌وزیر ژاپن انتخاب شد و تا ۷ ژوئیه ۱۹۷۲ در این سمت باقی ماند. او دومین نخست‌وزیر ژاپن است که طولانی‌ترین دوره خدمت را در تاریخ ژاپن دارد و مجموعاً ۷ سال و ۷ ماه و ۲۸ روز نخست‌وزیر این کشور بود.
ساتو در سال ۱۹۷۴ به‌همراه شان مک‌براید برنده جایزه صلح نوبل شد. وی نخستین آسیایی است که دریافت این جایزه را پذیرفت. (در سال ۱۹۷۳ لی دوک تو، سیاستمدار ویتنامی اولین برنده آسیایی نوبل شد اما از دریافت آن سرباز زد)